# Осада Сиракуз (827—828)
Осада Сиракуз — одно из сражений арабо-византийских войн и первых сражений эпохи завоевания арабами Сицилии. Осада длилась с июля 827 по сентябрь 828 года.

## Предыстория
В 20-х годах 9 века, воспользовавшись отвлечением имперских сил на борьбу с восстанием Фомы Славянина, Евфимий, командующий византийским флотом в Сицилии, объявил себя независимым от Византии императором. Потерпев поражение от направленных против него войск империи, Евфимий отправился в Африку, призывая аглабидского эмира Зиядат-Аллаха на помощь своему делу. Арабы отправили на Сицилию большую экспедицию, около 700 кавалеристов и 10 000 пехотинцев, под командованием кади Асад ибн аль-Фурата, которые были добавлены к 100 кораблям Евфимия. Отплыв из Сузской бухты 14 июня 827 года союзники через три дня высадились в Гранитоле, недалеко от Мадзара-дель-Валло, и отсюда начали военную кампанию против византийцев.

## Ход осады
Разбив в полевом сражении византийцев, Асад выступил по направлению к Сиракузам, пересекая остров с запада на восток. Подойдя к  Сиракузам, арабский военачальник, имея при себе восемь или девять тысяч войска, без осадных машин, без больших кораблей, не мог решиться на попытку взять приступом этот хорошо укрепленный город. Он расположился в каменоломнях, призвал флот, который должен был закрыть оба порта, сделал несколько нападений и сжег неприятельские корабли. Имея в виду таким образом обложить город и с моря и с суши, Асад с нетерпением ожидал африканских подкреплений.
В Сицилию к арабам стали прибывать свежие войска из Африки и Крита; в свою очередь, император Михаил II отправил в Сиракузы подкрепления и убедил венецианского дожа Джустиниано отправить также в Сицилию военные корабли для борьбы с мусульманами.
Для противостояния вылазкам осажденных и борьбы с прибывшими извне подкреплениями арабы окопали себя широким рвом, перед которым изрыли почву многочисленными ямами, что было лучшей защитой против всадников. Византийцы, не обратив на это внимания, произвели нападение. Лошади спотыкались, всадники падали. Мусульмане перебили большое число атаковавших. После этого арабские войска теснее обложили Сиракузы. Положение осажденных становилось очень тяжелым; их попытки вступить в переговоры были отвергнуты мусульманами.
В 828 году в арабском лагере началась эпидемия, жертвою которой пал сам Асад-ибн-Фурат. Само войско избрало вместо умершего Асада вождем Мухаммеда-ибн-Абу-л-Джевари.
Между тем к византийцам прибыли новые подкрепления из Константинополя и Венеции. Ослабленные эпидемией арабы решили снять осаду Сиракуз и, исправив свои корабли, подняли якорь. Но выход из порта был загражден сильным неприятельским флотом. Видя полную невозможность со своими малочисленными силами прорваться сквозь греко-веницианские корабли, мусульмане повернули обратно, высадились на берег и сожгли свои суда, чтобы не оставить их в руках христиан, а затем углубились внутрь страны.